# Discord
Discord es un servicio de mensajería instantánea y chat de voz VolP. En esta plataforma, los usuarios tienen la capacidad de comunicarse por llamadas de voz, videollamadas, mensajes de texto, o con archivos y contenido multimedia en conversaciones privadas o como parte de comunidades llamadas «servidores».
Un servidor es una colección permanente de canales de texto,voz y mensajería. A estos mismos servidores, se puede acceder a través de enlaces de invitación. En caso de ser servidores «partner» (socio en español) o verificados también se puede acceder por la pestaña de «Discover» (descubrimiento en español).
Discord está disponible para Windows, MacOS, Android, iOS, PlayStation y Linux. Puede ser usado desde un cliente ejecutable (programa) o desde el navegador, aunque inicialmente solo estaba disponible en navegador. Si bien la aplicación es de uso general, sus características la orientan hacia las comunidades de videojuegos ('gamers').
Pese a que hace unos años Discord se denominaba a sí mismo como «La plataforma de los gamers», esto cambió hace pocos años, dando paso a cualquier tipo de comunidad.
En 2024, el servicio contaba con aproximadamente 150 millones de usuarios activos mensuales y 19 millones de servidores activos semanales.  Es utilizado principalmente por gamers, aunque la proporción de usuarios interesados en otros temas está creciendo.  En marzo de 2024, Discord era el 30.º sitio web más visitado del mundo, con un 22,98 % de su tráfico procedente de Estados Unidos. En marzo de 2022, Discord contaba con 600 empleados a nivel mundial.

## Historia
El concepto de Discord surgió de Jason Citron, fundador de OpenFeint, una red social para la comunidad «gamer» de juegos móviles, y Stanislav Vishnevskiy, que fundó Guildwork, otra red social gamer. Finalmente, Citron vendió OpenFeint a GREE en 2011 por 104 millones de dólares, que usó para fundar en 2012 Hammer & Chisel, un estudio de desarrollo de videojuegos. Su primer juego fue Fates Forever, lanzado en 2014, que Citron anunció como el primer videojuego multijugador de arena de batalla en línea MOBA para móviles.
Según Citron, durante el proceso de desarrollo, notó la dificultad que tenía su equipo para desarrollar tácticas en juegos como Final Fantasy XIV y League of Legends utilizando el software de voz sobre IP (VoIP) disponible. Esto llevó al desarrollo de un servicio de chat enfocado en la facilidad de uso con un impacto mínimo en el rendimiento del dispositivo mientras se usaba. Eligieron el nombre Discord porque "sonaba bien y tiene que ver con hablar", era fácil de pronunciar, deletrear y recordar, y estaba disponible para marca registrada y Dominio de internet. Además, "Discord en la comunidad gamer" era el problema que buscaban resolver.
Para desarrollar Discord, Hammer & Chisel obtuvieron financiación adicional de la incubadora 9+ de YouWeb, que también había financiado la puesta en marcha de Hammer & Chisel, y de Benchmark Capital y Tencent.
Discord se lanzó públicamente en mayo de 2015 bajo el dominio discordapp.com. Según Citron, no tomaron medidas específicas para llegar a un público específico, pero algunos subreddits dedicados a los videojuegos extendieron rápidamente sus enlaces de IRC junto con sus enlaces de invitación a Discord. Fue entonces cuando Discord se comenzó a usar globalmente en los ESports y en torneos LAN de gamers. La compañía se benefició también de sus relaciones con los «streamers» de Twitch y las ya mencionadas comunidades de subreddit, pudiendo ser algunas de las más importantes las del videojuego Diablo y WoW (World of Warcraft).
En enero de 2016, Discord consiguió una financiación adicional de 20 millones de dólares, incluyendo una inversión de WarnerMedia (en ese entonces conocido como 'TimeWarner'). WarnerMedia fue adquirida por AT&T en 2018 y WarnerMedia Investment Group cerró en 2019, tras vender su capital.
Microsoft anunció en abril de 2018 que brindaría soporte de Discord para los usuarios de Xbox Live, permitiéndoles vincular su cuenta de Discord y Xbox Live para que pudieran conectarse a su lista de amigos de Xbox Live a través de Discord. En diciembre de ese mismo año, la compañía anunció que habían recaudado 150 millones de dólares y habían obtenido un valor de mercado de 2 mil millones de dólares. La ronda fue liderada por Greenoaks Capital, con la participación de Firstmark, Tencent, IVP, Index Ventures y Technology Opportunity Partners.
En junio de 2020, Discord anunció que dejaría de centrarse solo en las comunidades de videojuegos específicamente para tener un «target» (público objetivo) más amplio, pasando a ser una plataforma de comunicación y mensajería para todos, revelando su nuevo eslogan «Your place to talk» (en español, 'Tu sitio para hablar'), junto con una página web renovada. Entre otros cambios previstos se encontraban la reducción de la cantidad de chistes internos sobre videojuegos, la mejora de la experiencia de usuario y el aumento de la capacidad y la fiabilidad del servidor. La compañía anunció la  inversión adicional de 100 millones de dólares para estos cambios.
En marzo de 2021, Discord anunció que habían contratado a su primer director financiero, el exdirector financiero de Pinterest Tomasz Marchinkowski. Una fuente interna mencionó que esto era uno de los primeros pasos de la compañía para una potencial salida a bolsa, aunque Citron dijera un mes antes que no estaba pensando en lanzar la compañía a bolsa. Discord duplicó su base de usuarios mensuales a unos 140  millones en 2020.
El mismo mes, Bloomberg News y The Wall Street Journal informaron que varias empresas estaban buscando comprar Discord, y Microsoft fue nombrado como el posible comprador principal por un valor estimado en 10 mil millones de dólares. Sin embargo, terminaron las negociaciones con Microsoft y optaron por permanecer independientes. En cambio, Discord lanzó otra ronda de inversión en abril de 2021. Entre los que invirtieron en la empresa se encontraba Sony Interactive Entertainment; la compañía declaró que tenía la intención de integrar una parte de los servicios de Discord en PlayStation Network para 2022.

Antiguo logotipo de Discord (2015-2021).

En mayo de 2021, Discord rebautizó su logotipo en forma de mando de videojuegos «Clyde» para celebrar su sexto aniversario. La compañía también cambió la paleta de colores de su marca e interfaces de usuario, haciéndola mucho más «llamativa y divertida». Además modificaron su eslogan de «Your place to talk» ("Tu lugar para hablar" en español) a «Imagine a place» (Imagina un lugar). Estos cambios fueron recibidos con reacciones negativas y críticas por parte de los usuarios de Discord.
En julio de 2021, Discord adquirió Sentropy, una empresa de moderación de Internet.
Antes de una ronda de financiación en agosto de 2021, Discord reportó 130 millones en ingresos en 2020, el triple que el año anterior, y que tenía una valoración estimada de 15 mil millones dólares. Según Citron, el aumento de la valoración de mercado se debió al cambio de «pasar de ser una gran red social muy amplia a una red social de comunicación más íntima y privada», así como al aumento del uso de la red social por la pandemia del COVID-19. Captaron a usuarios que abandonaban Facebook y otras plataformas debido a problemas de privacidad. Citron afirma que todavía están negociando con varios compradores potenciales, incluidos todos los principales fabricantes de consolas de videojuegos, y fue por esto que la empresa obtuvo 500 millones de dólares adicionales en inversiones en septiembre de 2021.
En septiembre de 2021, Google envió avisos de DMCA a los desarrolladores de dos algunos de los bots más grandes de la plataforma: Groovy y Rythm,  que se usaron en un total estimado de 36 millones de servidores. Estos bots permitían a los usuarios reproducir canciones en un canal de voz, tomando las canciones de YouTube sin publicidad. Dos semanas después, Discord se asoció con YouTube para lanzar la función «Ver juntos», que permite a los usuarios de Discord ver videos de YouTube juntos.
Citron publicó imágenes en Twitter aludiendo a que Discord iba a añadir la opción de enlazar tus wallets (carteras), con soporte integrado de criptomonedas y NFT's en noviembre de 2021, lo que generó críticas de sus usuarios. Citron entonces declaró que: «no tenemos planes de lanzarlo por el momento».
Más tarde, en marzo de 2022, Discord ya tenía contratadas a 600 personas a nivel mundial. En noviembre de 2022, la CNIL (la Agencia de Protección de Datos francesa) multó a Discord con 800.000€ por violar el Reglamento General de Protección de Datos (RGPD) de la Unión Europea. Las violaciones encontradas fueron que la aplicación se estaría ejecutando en segundo plano después de cerrarse y no desconectaría al usuario de un chat de voz, además de permitir a los usuarios crear contraseñas con solo seis caracteres.
A principios de 2023, Discord se utilizó para publicar documentos clasificados de Estados Unidos en una de las filtraciones de inteligencia más importantes de la historia reciente. Los documentos, distribuidos en un servidor de Minecraft de Discord, detallaban mediante imágenes el estado de la Guerra Ruso-Ucraniana, la vigilancia de naciones aliadas y adversarias, e indicaban problemas con naciones alineadas con Estados Unidos.
En agosto de 2023, Discord recortó el 4% de su plantilla, despidiendo a 40 empleados como parte de un esfuerzo de reestructuración. El 5 de diciembre de 2023, Discord renovó su aplicación móvil para dispositivos iOS y Android. Añadieron nuevas funciones como el modo oscuro para pantallas OLED, mensajes de voz y nuevos iconos.
Después de quintuplicar el número de empleados entre 2020 y 2024, la empresa despidió al 17%, es decir, 170 empleados, en enero de 2024.
El April Fool's de 2024, Discord batió accidentalmente el récord del vídeo de YouTube más visto en 24 horas. La causa de este récord fue que el cliente de Discord reprodujo el vídeo del anuncio en bucle en la propia aplicación. Sin embargo, más de 1.300 millones de visitas fueron eliminadas 2 días después de que YouTube arreglara el recuento de visitas, y el vídeo de las cajas de botín de Discord no batió ningún récord.
Citron anunció en abril de 2025 que dejaba el cargo de consejero delegado de Discord, pero que permanecería en el consejo de administración, y que Humam Sakhnini, antiguo ejecutivo de Activision Blizzard, asumiría el cargo de consejero delegado. Citron escribió que este movimiento era en previsión de hacer de Discord una empresa que cotiza en bolsa.

## Funciones
El cliente de Discord se basa en el framework Electron y está hecho con herramientas de desarrollo web, lo que le permite ser multiplataforma y ejecutarse en ordenadores personales y en la web. El software es apoyado por once centros de datos dispersos por todo el mundo para mantener baja la latencia con los clientes. Todas las versiones del cliente admiten el mismo conjunto de características. La versión escritorio de Discord para ordenadores personales está diseñada específicamente para usarse mientras se juega, ya que incluye características como baja latencia, servidores de chat de voz gratuitos para usuarios y una infraestructura de servidor dedicada. Los desarrolladores de Discord también agregaron llamadas de video y pantalla compartida en 2017. Las llamadas directas se agregaron en una actualización el 28 de julio de 2016, con soporte para llamadas entre dos o más usuarios. En diciembre de 2016, la compañía presentó su GameBridge API, que permite a los desarrolladores de juegos apoyar directamente la integración con Discord dentro de los juegos. La documentación del repositorio de Git para la API de Discord está alojada en GitHub.
Si bien el software en sí no tiene costo, los desarrolladores investigaron formas de monetizarlo mediante posibilidades que incluyen opciones de personalización de pago, como emojis. En enero de 2017, se lanzaron las primeras funciones de pago con  «Discord Nitro». Para una tarifa de suscripción mensual, los usuarios pueden obtener un avatar animado, usar emojis personalizados en todos los servidores, ampliación del límite máximo de tamaño de archivo en las subidas (de 8 MB a 50 MB) y una insignia de perfil única. Los desarrolladores han afirmado que, si bien buscarán formas de monetizar el software, nunca perderán sus características principales. Discord utiliza el formato de audio Opus, que tiene baja latencia y está diseñado para comprimir el habla.
Microsoft anunció en abril de 2018 que brindará soporte de Discord a los usuarios de Xbox Live, lo que les permitirá vincular sus cuentas de Discord y Xbox Live para que puedan conectarse con sus amigos de Xbox Live a través de Discord.
En agosto de 2018, Discord lanzó una versión beta de la tienda de juegos, que permite a los usuarios comprar juegos a través de Discord. Además de «First on Discord», permitió que nuevos juegos aparecieran primero en Discord con lo cual sus desarrolladores dieron fe de la ayuda de Discord para lanzarlos, otorgando a estos juegos 90 días de exclusividad en el mercado de Discord. Los suscriptores de Discord Nitro también obtendrán acceso a un conjunto rotatorio de juegos como parte de su suscripción, y el precio de Nitro será de $4.99 a $9.99 por mes. También se lanzó un servicio reducido más barato llamado «Nitro Classic». Todos los servicios de juegos por suscripción fueron retirados en septiembre de 2019 debido a su baja demanda.
En enero de 2022, se anunció el soporte de vinculación de cuentas para PlayStation Network.

## Características
Discord se centra en la gestión de comunidades. Estas pueden ser de carácter público o privado y pueden abarcar cualquier temática mientras no infrinjan sus directrices de comunidad. Por ejemplo, un centro de información de noticias oficiales de un videojuego o una comunidad en donde los miembros puedan interactuar entre ellos mediante la presencia de herramientas de comunicación como las llamadas de voz, videollamadas, los canales de texto y voz.

### Servidores
Las comunidades de Discord se organizan en conjuntos de canales discretos llamados servidores. Aunque en la interfaz se les conoce como servidores, en la documentación para desarrolladores se les llama "guilds" para distinguirlos de los servidores reales. Los usuarios pueden crear servidores gratis, administrar su visibilidad pública y crear canales de voz, canales de texto y categorías para ordenar los canales. La mayoría de los servidores tienen un límite de 250,000 miembros, pero este límite puede aumentarse si el propietario del servidor contacta con Discord. Los usuarios también pueden crear roles y asignarlos a los miembros del servidor. Los roles pueden, entre otras cosas, determinar a qué canales tienen acceso los usuarios, cambiar los colores de los usuarios y designar el equipo de moderación de un servidor. El servidor de Discord más grande conocido hasta ahora fue Snowsgiving 2021, un servidor oficial controlado por Discord creado para la temporada navideña de 2021. Este servidor alcanzó el millón de miembros.  En 2023, el servidor de Midjourney alcanzó más de 15 millones de miembros, lo que lo convirtió en el servidor más grande de Discord.
Desde octubre de 2017, Discord permite a los desarrolladores y editores de juegos verificar sus servidores. Los servidores verificados, al igual que cuentas verificadas en las redes sociales, tienen insignias que los marcan como comunidades oficiales. Un servidor verificado es moderado por el propio equipo de moderación de sus desarrolladores o editores. La verificación se amplió posteriormente, en febrero de 2018, para incluir a equipos de esports y artistas musicales. A finales de 2017, se habían verificado unos 450 servidores. En 2023, Discord puso en pausa su programa de verificación mientras realizaban tareas de mantenimiento. El programa no se ha vuelto a abrir a September 2024.

### Tipos de canales
Los canales pueden usarse tanto para chat de voz y streaming como para mensajería instantánea e intercambio de archivos, o ambos.
Discord lanzó Stage Channels en mayo de 2021, una característica similar a Clubhouse que permite canales moderados en directo, para charlas de audio, debates y otros usos, que pueden ser potencialmente restringidos a usuarios invitados o con entrada. Inicialmente, los usuarios podían buscar canales de Stage abiertos relevantes para sus intereses a través de una herramienta de descubrimiento de Stage, que se interrumpió en octubre de 2021.
En agosto de 2021, Discord lanzó Threads, que son canales de texto temporales que se pueden configurar para que desaparezcan automáticamente. Esto está destinado a ayudar a fomentar una mayor comunicación dentro de los servidores.
Los Canales de Foro, que permiten conversaciones más largas y separadas se introdujeron en la plataforma en septiembre de 2022. Estos canales aportan una experiencia de foro de Internet a Discord.
Discord lanzó los canales multimedia en junio de 2023. Los canales multimedia están restringidos únicamente a vídeos e imágenes.

### Perfiles de usuario
Los usuarios se registran en Discord con una dirección de correo electrónico y deben crear un nombre de usuario. Hasta mediados de 2023, para permitir que varios usuarios utilizaran el mismo nombre de usuario, a cada usuario se le asignaba un número de cuatro dígitos llamado «discriminador» (coloquialmente una «etiqueta de Discord»), prefijado con «#», que se añadía al final de su nombre de usuario. Los usuarios suscritos a Discord Nitro tenían la posibilidad de cambiar esta etiqueta por cualquier número de cuatro dígitos. Este sistema fue finalmente cambiado a un sistema basado en el mango en mayo de 2023, eliminando el discriminador de los nombres de usuario. Este nuevo sistema obligó a un cambio de nombre de usuario. Los usuarios seleccionaban sus nuevos nombres de usuario por orden de prioridad en función de la antelación con la que se habían registrado en Discord, el estado de Nitro y la propiedad de servidores asociados y verificados.
En junio de 2021, Discord añadió una función que permite al usuario añadir una sección “'sobre mí”' a su perfil, así como un banner de color personalizado en la parte superior de su perfil. Los suscriptores de Discord Nitro tienen la posibilidad añadida de subir imágenes estáticas o animadas como sus “'banners”' en lugar de colores sólidos.

### Videollamadas y streaming
Las videollamadas y el uso compartido de pantalla se agregaron en octubre de 2017, lo que permite a los usuarios crear videollamadas privadas con hasta 10 usuarios. Posteriormente aumentaron a 50 debido a la mayor popularidad de las videollamadas durante la pandemia del COVID-19.
En agosto de 2019, esto se amplió con canales de transmisión en vivo en servidores. Un miembro puede compartir su pantalla completa o una aplicación específica, y otros en ese canal pueden optar por ver la transmisión. Si bien estas funciones imitan de alguna manera las capacidades de transmisión en vivo de plataformas como Twitch, la empresa no planea competir con estos servicios, ya que estas funciones se crearon para grupos pequeños.

### Distribución digital
En agosto de 2018, Discord lanzó una versión beta de la tienda de videojuegos, que permite a los usuarios comprar un conjunto de juegos seleccionados a través del servicio. Esto incluía un conjunto de juegos destacados «First on Discord» que sus desarrolladores dan fe de la ayuda de Discord en su lanzamiento, dando a estos juegos 90 días de exclusividad en el mercado de Discord. Los suscriptores de Discord Nitro también obtenían acceso a un conjunto rotativo de juegos como parte de su suscripción, y el precio de Nitro aumentó de $ 4.99 a $ 9.99 por mes. También se lanzó un servicio más económico llamado «Nitro Classic» que tiene las mismas ventajas que Nitro pero no incluye juegos gratis.
Tras el lanzamiento de Epic Games Store, que desafió a la tienda Steam de Valve al recibir solo un 12% de los ingresos del juego, Discord anunció en diciembre de 2018 que reduciría su propio recorte de ingresos al 10%.
Para apoyar aún más a los desarrolladores, a partir de marzo de 2019, Discord les dio a los desarrolladores y editores que ejecutaban sus propios servidores la capacidad de ofrecer sus juegos a través de un canal de tienda dedicado en su servidor, con Discord administrando el procesamiento y la distribución de pagos. Esto puede utilizarse, por ejemplo, para dar a usuarios seleccionados acceso a las versiones alfa y beta de un juego en desarrollo como alternativa de acceso anticipado
También en marzo de 2019, Discord eliminó la tienda digital y, en su lugar, optó por centrarse en la suscripción a Nitro y realizar ventas directas a través de los propios servidores de los desarrolladores.  En septiembre de 2019, Discord anunció que finalizaría su servicio de juegos gratuito en octubre de 2019, ya que descubrieron que muy pocas personas jugaban los juegos ofrecidos.

### Herramientas para desarrolladores ybots
En diciembre de 2016, Discord introdujo su API llamada GameBridge, permitiendo a los desarrolladores de juegos integrarse directamente con la plataforma.
En diciembre de 2017, añadieron un kit de desarrollo de software llamado «rich presence», que posibilita a los desarrolladores conectar sus juegos con Discord. Esta integración se utiliza comúnmente para permitir a los jugadores unirse a las partidas de otros a través de Discord o mostrar información sobre el progreso de un jugador en su perfil de Discord.
Los bots son herramientas creadas por la comunidad para automatizar trabajos. Cuando son agregados por un administrador a un servidor, pueden ayudar en la moderación, organizar minijuegos y llevar a cabo una variedad de tareas. En 2021, cerca de 430,000 bots activos están presentes en aproximadamente el 30% de todos los servidores. Discord proporciona APIs oficiales para bots que permiten elementos personalizados como menús desplegables y botones. En la primavera de 2022, Discord lanzó un «directorio de aplicaciones» oficial donde los dueños de servidores pueden agregar bots a sus servidores dentro de Discord. Según The Verge, los bots son considerados una «parte importante de Discord».
En marzo de 2025 se lanzó un SDK social que permitirá a los juegos incorporar las funciones sociales de Discord y ayudará a proporcionar comunicaciones dentro del juego entre usuarios de Discord y usuarios que no lo son.

## Recepción
En enero de 2016, Hammer & Chisel afirmaron que Discord había sido utilizado por 3 millones de personas, con un crecimiento de 1 millón por mes, llegando a 11 millones de usuarios en julio de ese año. A diciembre de 2016, la compañía informó que tenía 25 millones de usuarios en todo el mundo. En mayo de ese año, un año después del lanzamiento del software, Tom Marks, como escribe para PC Gamer, describió a Discord como «el mejor servicio de VoIP disponible». Lifehacker ha elogiado la interfaz de Discord, la facilidad de uso y la compatibilidad de la plataforma.
En 2021, Discord contaba con al menos 350 millones de usuarios registrados en sus plataformas web y móviles. Mensualmente, era utilizado por 56 millones de personas, quienes enviaban un total de 25 mil millones de mensajes.Para junio de 2020, la compañía informó que tenía 100 millones de usuarios activos cada mes.Hasta el año 2021, el servicio registró más de 140 millones de usuarios activos mensuales. En 2024, el servicio contaba con más de 227  millones de usuarios activos mensuales.

## Críticas y controversias

### Abusos
Discord ha tenido problemas por su propia base de usuarios, debido al abuso verbal dentro de los chats hacia personas o por los comportamientos hostiles en general de sus usuarios.
También son comunes los comportamientos que no son hostiles pero sí molestos, como los «raids» o «incursiones» en español, consistiendo en destruir una comunidad de diferentes formas, como ataques DDoS a comunidades en concreto, «doxxeos», el spam, el hackeo de bots o de cuentas con administrador para arrasar con el servidor, entre otros métodos, al igual de que también son notables los usuarios molestos (sin intención de realizar un «raid» como tal), como puede ser los que realizan «flood» (inundaciones en español) que consisten en saturar el chat de mensajes innecesarios, o también por hablar de temas controvertidos relacionados con la raza, la religión, la política y la pornografía, cuyos temas suelen infringen sus términos y condiciones de uso.
Sin embargo, además de los comportamientos hostiles dentro de la plataforma, también han sido criticados por contar con estafas dentro de los servidores (las más comunes son phising e ingeniería social).Discord ha declarado que tienen planes para implementar cambios que «librarían a la plataforma de estos problemas», aunque lo más grave sería que siguen existiendo este tipo de estafas con bots verificados en su plataforma.

### Grupos controversiales
Discord es una red social usada por la derecha alternativa debido a las características que respaldan el anonimato y la privacidad. Por todo esto a principios de 2017, Citron declaró que Discord conocía estos grupos y sus servidores, pero que solo cerrarían los servidores que se encuentran involucrados en actividades ilegales o violaciones de sus términos y condiciones de uso, así como las directrices para comunidades.
Después de los violentos eventos que ocurrieron durante la manifestación Unite the Right en Charlottesville, Virginia, el 12 de agosto de 2017, se descubrió que Discord se había utilizado para planificar y organizar el mitin nacionalista blanco. Esto incluyó la participación de Richard Spencer y Andrew Anglin, figuras de alto nivel en el movimiento. Discord respondió cerrando los servidores que aportaban a la derecha alternativa y extrema derecha prohibiendo a los usuarios que habían participado. Los ejecutivos de Discord condenaron la «supremacía blanca» y el «neonazismo». Posteriormente, mencionaron que estos grupos «no son bienvenidos en Discord».
Más tarde, en enero de 2018, The Daily Beast informó que reveló que había varios servidores de Discord que se dedicaban específicamente a distribuir pornografía de venganza y facilitar el hostigamiento en el mundo real de las víctimas de estas imágenes y vídeos. Tales acciones van en contra de los términos de servicio de Discord lo que ya ha generado el cierre de varios servidores, siendo posteriormente «baneados» a los usuarios identificados en estos servidores, pero la facilidad de crear nuevas cuentas y servidores permite que dichos servidores continúen proliferando, o usando también VPN's.
En marzo de 2019, el colectivo mediático Unicorn Riot publicó los contenidos de un servidor de Discord utilizado por varios miembros del grupo nacionalista blanco Identity Evropa, que también eran miembros de las Fuerzas Armadas de Estados Unidos.

### La pornografía
En julio de 2018, Discord actualizó sus términos de servicio para prohibir la pornografía dibujada que muestre sujetos menores de edad. Algunos usuarios de Discord criticaron al personal de moderación por permitir selectivamente contenido «cub», ilustraciones furry pornográficas de menores de edad bajo las mismas pautas. El personal sostuvo que la pornografía «cub» era diferente del lolicon y shotacon, siendo «permitida siempre que esté etiquetada correctamente». Después de numerosas quejas por parte de la comunidad, Discord modificó sus pautas comunitarias en febrero de 2019 para incluir «animales no humanoides y criaturas mitológicas siempre que parezcan ser menores de edad» en su lista de categorías no permitidas, además de anunciar informes periódicos de transparencia para comunicarse mejor con los usuarios.

### Asalto al capitolio
En enero de 2021, dos días después del asalto al Capitolio de los Estados Unidos en 2021, Discord eliminó el servidor pro-Donald Trump «The Donald», «debido a su conexión abierta a un foro en línea utilizado para incitar a la violencia, planear una insurrección armada en el Estados Unidos, y difundió información errónea y dañina relacionada con el fraude electoral estadounidense de 2020», al tiempo que negó que el servidor tuviera alguna conexión directa con el ataque al edificio del Capitolio. El servidor había sido utilizado por ex miembros del subreddit r/The_Donald que Reddit había eliminado varios meses antes.
El 27 de enero de 2021, Discord suspendió el servidor R/wallstreetbets durante el caso GameStop, debido a «contenido discriminatorio», decisión que los usuarios encontraron polémica. Un día después, Discord permitió que se creara otro servidor y comenzó a ayudar con la moderación.